# محوطه زلف‌آباد
محوطه زلف آباد مربوط به سدهٔ ۷ تا ۱۳ ه.ق است و در شهرستان تفرش، بخش فراهان، جاده فرمهین به تفرش، ۳ کیلومتری شمال شرق شهر فرمهین، در مجاورت امامزادهاحمد بن علی واقع شده و این اثر در تاریخ ۱۸ اسفند ۱۳۸۷ با شمارهٔ ثبت ۲۵۰۷۲ به‌عنوان یکی از آثار ملی ایران به ثبت رسیده است.